# Berliet AH
Der Berliet AH, war ein nur als Chassis erhältliches PKW-Modell der Fahrzeugherstellers Berliet in Lyon aus dem Jahre 1911. Es wird wegen seiner steuerlichen Einstufung auch als Berliet 12 CV bezeichnet wird.

## Geschichte und Technik
Das Fahrzeug erhielt seine allgemeine Betriebserlaubnis  durch den örtlich und sachlich zuständigen Inspecteur des Mines im April 1911. Wie lange das Fahrzeug gebaut wurde, ist den Akten nicht zu entnehmen.
Der Vierzylindermotor hatte eine Bohrung von 80 und einen Hub von 120 mm, also einen Hubraum von 2413 cm³. Steuerlich war das Auto mit 12 CV fiscaux eingestuft, die bei 1100/min. abgegebene effektive Leistung ist in den Quellen nicht angegeben.
Das Getriebe hatte vier Vorwärtsgänge und einen Rückwärtsgang. Der Antrieb erfolgte über eine Kardanwelle auf die Hinterachse.
Ein Exemplar ist im Besitz des Conservatoire der Fondation Berliet.